# Munds Park
Munds Park es un lugar designado por el censo ubicado en el condado de Coconino en el estado estadounidense de Arizona. En el Censo de 2010 tenía una población de 631 habitantes y una densidad poblacional de 10,93 personas por km².

## Geografía
Munds Park se encuentra ubicado en las coordenadas 34°55′11″N 111°36′46″O / 34.91972, -111.61278. Según la Oficina del Censo de los Estados Unidos, Munds Park tiene una superficie total de 57.72 km², de la cual 57.62 km² corresponden a tierra firme y (0.18%) 0.1 km² es agua.

## Demografía
Según el censo de 2010, había 631 personas residiendo en Munds Park. La densidad de población era de 10,93 hab./km². De los 631 habitantes, Munds Park estaba compuesto por el 90.33% blancos, el 1.27% eran afroamericanos, el 0.79% eran amerindios, el 0.63% eran asiáticos, el 0.32% eran isleños del Pacífico, el 4.44% eran de otras razas y el 2.22% pertenecían a dos o más razas. Del total de la población el 8.08% eran hispanos o latinos de cualquier raza.